# Шабаловка
Шаба́ловка (рос. Шабаловка) — село у складі Курманаєвського району Оренбурзької області, Росія.

## Населення
Населення — 167 осіб (2010; 244 у 2002).
Національний склад (станом на 2002 рік):
- росіяни — 96 %